# Super Mario Bros. (film)
Super Mario Bros. is een sciencefiction-/avonturenfilm uit 1993, zeer losjes gebaseerd op het computerspel met dezelfde naam en de franchise eromheen. De film volgt de broers Mario (Bob Hoskins) en Luigi (John Leguizamo) in een komische dystopie beheerst door Koning Koopa (Dennis Hopper). De plot van de film, die een veel donkerdere toon heeft dan de spellen, heeft Mario en Luigi als hoofdkarakters, met Mario die het team leidt en Luigi die een oogje krijgt op Princess Daisy (Samantha Mathis).
Super Mario Bros. was een commerciële flop en kreeg slechte kritieken. Kritiek die de film kreeg was toegespitst op de donkere sfeer van de film en de inconsistenties met de computerspellen. Ondanks de negatieve ontvangst werd de film genomineerd voor twee Saturn Awards (Beste Kostuums en Beste Make-up).

## Verhaal
Het verhaal gaat over Mario Mario en Luigi Mario, twee Italiaans-Amerikaanse broers die loodgieters zijn in Brooklyn, New York. Ze worden uit de markt gewerkt door de maffia-achtige Scapelli Construction Company. Mario is de oudste van de twee, in de veertig, en Luigi is begin twintig. Luigi wordt verliefd op een ouderloze NYU-student, Daisy, die onder de Brooklyn Bridge een opgraving leidt naar dinosaurusbotten. Na een afspraakje neemt ze Luigi mee naar de opgraving en ziet ze Scapelli's mensen de boel saboteren door waterleidingen open te laten staan. Luigi probeert ze te stoppen maar heeft zijn gereedschap niet bij zich, dus kan hij het niet repareren. Ze gaan snel naar Mario om hem hier over te vertellen. Met zijn drieën gaan ze terug en de Mariobroeders repareren het lek. Ze worden echter bewusteloos geslagen door twee vreemde karakters, Iggy en Spike. Deze twee ontvoeren Daisy.
Mario en Luigi worden een minuut later wakker en gaan de riolen en grotten dieper in nadat ze Daisy horen gillen. Ze vinden een interdimensionaal portaal waardoor Mario en Luigi Daisy volgen. Ze komen terecht in een vreemde dystopische parallelle wereld waar een mensachtig ras is geëvolueerd vanuit dinosaurussen in plaats van de zoogdier-oorsprong van echte mensen. 65 miljoen jaar geleden viel een meteoriet op aarde waardoor het universum in twee parallelle dimensies uiteen viel. Alle dinosaurussen die dit overleefden kwamen terecht in dit nieuwe universum. Iggy en Spike blijken slaafjes (en neefjes) van Koning Koopa te zijn, de dictator met smetvrees die evolueerde van een T-Rex. De twee zijn echter vergeten Daisy's steen mee te nemen, een meteorietfragment welke Koopa nodig heeft om de twee werelden weer bij elkaar te brengen. Het blijkt dat Daisy de prinses is van de andere dimensie, maar toen Koopa haar vader "devolueerde" naar een schimmel nam Daisy's moeder haar mee naar New York via het interdimensionale portaal. Het portaal werd vernield (en Daisy's moeder overleed) maar toen Scapelli bezig was in de grot werd het portaal heropend. Koopa hoorde dit en stuurde Spike en Iggy om Daisy te halen. Na een experiment van Koopa om Iggy en Spike intelligenter te maken besluiten ze om zich tegen Koopa te keren.
Tijdens de grote finale worden de werelden samengevoegd. Scappeli devolueert tot een aap nadat Koopa Mario mist, ondertussen splitsen Daisy en Luigi de werelden weer. Mario vecht met Koopa en wint uiteindelijk, waarna hij en Luigi hem devolueren naar een mensachtige Tyrannosaurus. Koopa maakt nog een laatste aanval maar Mario en Luigi devolueren hem nog verder naar oerslijm. De broers redden de twee werelden van een gemene dictator en Daisy's vader (Lance Henriksen) wordt weer mens en neemt de macht weer terug over het koninkrijk. De burgers vernietigen alles wat te maken heeft met Koopa.
De broers gaan terug naar huis en Luigi en Daisy spreken hun liefde voor elkaar uit. Daisy zegt echter dat ze niet terug kan naar New York totdat alle schade door Koopa is hersteld en ze meer tijd met haar vader heeft doorgebracht.
Ongeveer drie weken later keert Daisy terug naar Mario en Luigi om meer slechteriken te bevechten. Ondertussen is het verhaal van Mario en Luigi op televisie te zien, waarbij hun naam gegeven wordt als "Super Mario Bros."

## Personages
| Acteur          | Personage        | Beschrijving |
| --------------- | ---------------- | --- |
| Bob Hoskins     | Mario Mario      | De oudste van de broers. In de film wordt duidelijk dat Mario Luigi heeft grootgebracht omdat ze beide wees zijn. |
| John Leguizamo  | Luigi Mario      | Mario's jongere broer.                                                                                            |
| Samantha Mathis | Princess Daisy   | |
| Dennis Hopper   | King Koopa       | De antagonist en dictator van Dinohattan die de dimensies wil samenvoegen.                                        |
| Fiona Shaw      | Lena             | Koopa's persoonlijke assistent.                                                                                   |
| Fisher Stevens  | Iggy Koopa       | Koopa's slaafje en neefje                                                                                         |
| Richard Edson   | Spike Koopa      | Koopa's slaafje en neefje                                                                                         |
| Gianni Russo    | Anthony Scapelli | Hoofd van de Scapelli Construction Company en zakenrivaal van de Mario's.                                         |
| Mojo Nixon      | Toad             | Een straatmuzikant, later gedevolueerd tot Goomba.                                                                |
| Lance Henriksen | de Koning        | Daisy's vader. |
| Frank Welker    | Yoshi            | Een dinosaurus van een meter hoog.                                                                                |
| Frank Welker    | Goombas          | Oorspronkelijke inwoners van Dinohattan die opstonden tegen Koning Koopa en daarvoor werden gestraft.             |

## Ontvangst
De film was een grote flop bij het uitkomen. De film haalde in de bioscoop nog geen 21 miljoen dollar op, minder dan de helft van het budget van 42 miljoen. De film kreeg gemengde tot negatieve recensies van critici en fans en er werd gezegd dat er geen echt plot in de film zit. Bekende critici Gene Siskel and Roger Ebert gaven de film een "duim omlaag". Fans vonden dat de film weinig met de spellen te doen hadden en veel feiten over de fictionele spelwereld werden overhoop gehaald. Bijvoorbeeld, in de film is Koopa (Bowser) een mensachtige afstammeling van een Tyrannosaurus Rex terwijl hij een vuurspuwende schildpaddenkoning is in de spellen. Toad is in de film een mens terwijl hij in de spellen een paddenstoel is.
Een andere klacht over de film was de donkere sfeer dat in contrast is met de familie-vriendelijke spellen. Bovendien werd de minder bekende prinses Daisy gebruikt in de film in plaats van Princess Peach. Daisy kwam voor in het Game Boy-spel Super Mario Land en later in kleine rollen, terwijl Peach in vrijwel elk spel voorkomt. The Nostalgia Critic gaf een negatieve recensie waarin hij zei dat Dennis Hopper slecht acteerde en dat de film niks met de spellen te maken had.
Ondanks de negatieve recensies werden de acteurs geroemd vanwege hun goede optreden. Vooral Bob Hoskins als Mario werd geroemd, Dennis Hopper kwam als slechterik terecht in succesvollere film als Speed, Waterworld en de Disney-komedie Meet the Deedles. John Leguizamo's en Samantha Mathis' optreden werden ook goed ontvangen; Leguizamo speelde later in succesvollere komische rollen. De film werd genomineerd voor twee Saturn Awards.

### Nalatenschap
De film zegt dat Mario en Luigi's achternaam Mario is, en ze dus Mario Mario en Luigi Mario heten. Nintendo zegt echter dat ze in de officiële canon geen achternamen hebben. In een artikel in Nintendo Power over New Super Mario Bros. werd een tijdlijn gegeven van Mario's geschiedenis. De film werd genoemd, met alleen de woorden "Yes, it happened. Let us speak no more of it." (Ja, het is gebeurd. Laten we er verder niks over zeggen). In Nintendo Power's twintigjarig jubileumnummer zeiden ze dat het feit dat de film gemaakt is aantoont hoeveel de spelserie de huidige cultuur heeft beïnvloed. De film is een cultklassieker onder fans.
Ondanks de status als cultfilm zijn een aantal acteurs uit de film nog steeds ontevreden met de film. Bob Hoskins zei in een interview met The Guardian uit 2007: "The worst thing I ever did? Super Mario Brothers" (Het slechtste dat ik ooit heb gedaan? Super Mario Brothers). Dennis Hopper zei in 2008 dat ook hij ontevreden was met het project (zijn werk duurde zeventien weken in plaats van vijf), maar kon met het project wel indruk maken op zijn zoon. Bedenker van Mario, Shigeru Miyamoto, zei dat het een leuk project was waar veel tijd in werd gestoken, maar dat de film uiteindelijk een film werd over een computerspel in plaats van een leuke film op zichzelf. In 2009 plaatste Time de film op hun lijst van de tien slechtste videospelfilms.

## Verwijzingen
Hoewel de film niet direct is verbonden met de computerspellen, zitten er diverse grapjes in de film die naar de spellen verwijzen:
- De parallelle wereld wordt door Koopa "Mushroom Kingdom" genoemd, omdat de gedevolueerde koning overal in de stad groeit.
- De springschoenen gebruiken Bullet Bill's om vooruit te komen. Het geluid dat de schoenen maken als ze geactiveerd worden is hetzelfde geluid als Mario dood gaat in de spellen.
- Bepaalde karakters zien eruit als Snifits en worden ook zo genoemd. Hoewel Goomba's in de film voorkomen zien ze er compleet anders uit dan in de spellen. Een Bob-omb is prominent te zien richting het einde van de film.
- Veel karakters zijn vernoemd naar elementen uit de spellen. Big Bertha, de uitsmijter van de Boom Boom Bar, was de naam voor de grote rode vis in Super Mario Bros. 3 en is in rood gekleed. Boom-Boom was de naam van de eindbaas in elk fort in Mario 3. Iggy is vernoemd naar een van Bowsers kinderen terwijl Spike de naam is van een vijand in Mario 3.
- Diverse neonborden hebben namen van Mario-karakters, zoals Thwomp, Hammer Bros. tatoeages en Ostro (de struisvogel uit Mario 2). De taxi waar Daisy in zit heeft een Wiggler-bord bovenop (een vijand uit Super Mario World).
- De transformatie van de koning van schimmel naar mens is een verwijzing naar de kastelen in Mario 3, waar de koning van die wereld weer mens wordt nadat de baas verslagen is.
- Yoshi is in de film een echte dinosaurus en er is een scène waarin zijn 2 meter lange tong te zien is.
- Toad, de paddenstoel uit de Mariospellen, is een straatmuzikant in de film.
- Aan het eind van de film wordt Scappeli, de rivaal van Mario, getransformeerd in een aap. In Mario's eerste spel, Donkey Kong, was het titelkarakter een aap die door de loodgieter werd bevochten.

## Filmmuziek
De muziek, uitgebracht door Capitol Records, bevat twee nummers van Roxette: "Almost Unreal" welke als single werd uitgebracht en "2 Cinnamon Street", een bewerking van "Cinnamon Street". De videoclip van "Almost Unreal" is geïnspireerd door de film hoewel het oorspronkelijk voor de film Hocus Pocus werd geschreven. Het werd daarin niet gebruikt en kwam terecht in de Mario-film. Per Gessle, medeoprichter van Roxette, was boos over deze verandering.
De filmmuziek werd gecomponeerd door Alan Silvestri en is nooit officieel uitgebracht, hoewel bootlegs wel bestaan.

### Nummers
1. "Almost Unreal" - Roxette
2. "Love Is the Drug" - Divinyls (cover van Roxy Music)
3. "Walk the Dinosaur" - The Goombas ft. George Clinton (cover van Was (Not Was))
4. "I Would Stop the World" - Charles and Eddie
5. "I Want You" - Marky Mark
6. "Where Are You Going?" - Extreme
7. "Speed of Light" - Joe Satriani
8. "Breakpoint" - Megadeth
9. "Tie Your Mother Down" - Queen
10. "Cantaloop (Flip Fantasia)" - Us3
11. "Don't Slip Away" - Tracie Spencer
12. "2 Cinnamon Street" - Roxette
13. "Somewhere My Love" - Frankie Yankovic